# Dixella shannoni
Dixella shannoni är en tvåvingeart som först beskrevs av Lane 1942.  Dixella shannoni ingår i släktet Dixella och familjen u-myggor.
Artens utbredningsområde är Costa Rica. Inga underarter finns listade i Catalogue of Life.